# Oimaderuul
Oimaderuul est un îlot de l'État de Peleliu aux Palaos.

## Géographie
L'altitude maximale de l'île est de 7 mètres.

## Climat
Le climat est tropical. La température indique moyenne est de 24 °C. Le mois le plus chaud est mai avec une moyenne de 24 °C et le mois le plus froid est février avec une moyenne de 22 °C. Le pluviométrie s'élève à 3 994 millimètres par an. Le mois le plus pluvieux est le mois de juillet, avec 523 millimètres de pluie, et le mois le moins pluvieux est le mois de mars, avec 172 millimètres de pluie.

## Sources
- (ceb) Cet article est partiellement ou en totalité issu de l’article de Wikipédia en cebuano intitulé « Oimaderuul » (voir la liste des auteurs).